# 감천중학교 (경북)
감천중학교(甘泉中學校)는 대한민국 경상북도 예천군 감천면 포리에 있는 공립 중학교이다.

## 학교 연혁
- 1954년 5월 17일 : 감천중학교 설립 인가(3학급)
- 1954년 5월 21일 : 초대 엄대일 교장 취임
- 1954년 6월 13일 : 감천중학교 개교
- 1974년 12월 5일 : 본관 교사 증축 준공(총 16실)
- 1990년 10월 23일 : 후관 교사 증축 준공(총 17실)
- 2002년 3월 1일 : 학급 감축(3학급)
- 2005년 3월 22일 : 감천면 야간경기 축구장 개장(운동장)
- 2006년 12월 13일 : 학교 도서실 개관
- 2009년 8월 20일 : 과학실험실 현대화 사업
- 2012년 10월 1일 : 기술가정실 리모델링 사업
- 2024년 2월 2일 : 제70회 5명 졸업(총 졸업생 8,770명)
- 2024년 3월 1일 : 제26대 권영기 교장 취임
- 2024년 3월 4일 : 입학식(5명 입학)

## 참고 자료
- 감천중학교 - 한국교육학술정보원 학교알리미